# 龍女星
小行星7239（英語：7239 Mobberley）是一颗围绕太阳公转的小行星。1989年10月4日，B. G. W. Manning在伍斯特郡发现了此天体。
这颗小行星的绝对星等为14.91等。